# Le Roi Pandore
Pour plus de détails, voir Fiche technique et Distribution.
Le roi Pandore est un film français réalisé par André Berthomieu en 1949 et sorti en salle le 31 mars 1950.

## Synopsis
À la suite d'un fabuleux héritage, le gendarme Léon Ménard arrive à convoler avec la reine Marika de Sergarie. Quelques escrocs le mettent sur la paille. Avec bonne humeur le roi troque sa couronne contre le képi de gendarme et Marika, fort amoureuse, ne le quitte plus.

## Fiche technique
- Titre : Le roi Pandore
- Réalisation : André Berthomieu, assisté de Raymond Bailly, Michel Autin
- Scénario : D'après le roman de Maurice Coriem
- Adaptation : André Berthomieu
- Dialogues : André Hornez, Pierre Ferrari, Robert Picq
- Décors : Raymond Nègre, assisté d'Henri Sonois, O. Girard et Lauze
- Photographie : Charles Suin
- Opérateur : Walter Wottitz, assisté de Jean Castagnier et J. Chotel
- Son : Jacques Lebreton, assisté de Ackermann et Girbal
- Montage : Louisette Hautecoeur
- Musique : Bruno Coquatrix
- Adaptation musicale : Gaston Lapeyronnie
- Chanson : La Tactique du gendarme d'Étienne Lorin et Guy Lionel (éditions : Ray Ventura)
- Script-girl : Andrée François
- Régisseur général : André Guillot
- Régisseur adjoint : H. Cello et M. Moret
- Régisseur, ensemblier : Louis Seuret
- Maquillage : M. Kraft et Lina Gallet
- Photographe de plateau : Gaston Thonnart
- Production : Hoche Production
- Chef de production : Ray Ventura
- Directeur de production : Paul Darvey
- Secrétaire de production : Yvonne Benezech
- Tournage dans les studios Franstudio de Saint-Maurice
- Laboratoire G.T.C
- Système sonore Western-Electric
- Distribution : Les Films Corona
- Format : Pellicule 35 mm, noir et blanc
- Genre : Comédie
- Durée : 95 minutes
- Date de sortie : 
  - France - 31 mars 1950
- Visa d'exploitation : 8986

## Distribution
- Bourvil : Léon Ménard, le gendarme
- Mathilde Casadesus : la Reine Marika de Sergarie
- Charles Bouillaud : Grenu, le chef de la gendarmerie locale
- Georges Lannes : Adrien Cochard, l'homme d'affaires
- Paulette Dubost : Mlle Angèle, la caissière
- Frédéric O'Brady : le colonel Toliev, ministre de la justice
- Arthur Allan : Pilovar, le diplomate
- Gaston Orbal : le capitaine de gendarmerie en inspection
- Paul Faivre : M. Gorgebus, le maire du village
- Pierre Clarel : Kratoch, l'ambassadeur de Sergarie
- Jean Richard : le gendarme Quichenette
- Rivers Cadet : Célestin, l'automobiliste en surcharge
- Paul Derly : Fernand, le garçon de café
- Marcel Charvey : le radio-reporter
- Marcel Méral : le valet de chambre de Léon
- Paul Ville : l'adjoint de mairie qui veut une horloge
- Charles Lavialle : le vagabond qui n'a pas assez d'argent
- Max Elloy : le créancier de la boutique de farces et attrapes

Non Crédités :
- Nicolas Amato : l'huissier annonçant les invités
- Fernand Blot : un habitué du café
- Blanchette Brunoy : la vedette au maquillage
- Jean Diener : le gendarme Sergarien
- Géo Forster : un invité
- Marcelle Rexiane : Mme Quichenette, la femme du gendarme
- Émile Riandreys : un habitué du café
- Titys : un membre du gouvernement de Sergarie